# Ватанабэ Сэйтей
Ватанабэ Сэтей или Ватанабэ Сэйтей (яп. 渡辺省亭, わたなべ せいてい, 1851, Эдо — 1918) — японский художник.

## Биография

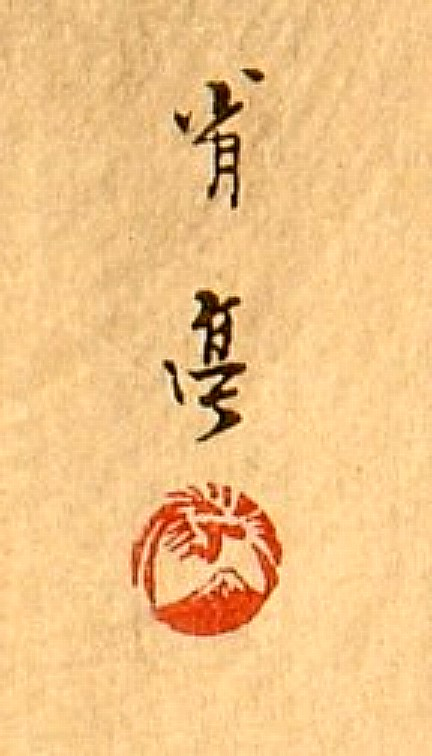
Красная печать художника с изображением аиста и горы Фудзи

Родился в Эдо. Имя при рождении — Ёсикава Ёсимата. Был принят семьёй своего литературного друга, Ватанабэ Косэ, поэтому выбрал псевдоним Ватанабэ Сэтей. С шестнадцати лет работал в мастерской художника Ёсай Кикути (1788—1878), затем перешёл к мастеру лаковой живописи Сибати Чесина (1807—1891).
В 1878 году он покинул Японию и отправился в путешествие в Соединённые Штаты, а затем в Европу. На протяжении трёх лет находился в Париже, где стал первым художником жанра нихонга, который непосредственно изучал достижения и технологии западноевропейской живописи. Известно, что путешествия в Западную Европу были связаны с препятствиями для японских путников и путешественников. Тем не менее Ватанабэ Сэтей осуществил эту поездку, работал в Европе и имел успех как художник. Доля его произведений этого периода перешла в ряд частных коллекций как в самой Европе, так и в Соединённых Штатах.
Вернулся в Японию, где работал художником в традиционных жанрах. Он — автор дизайнерских проектов для создания керамических изделий и японских изделий перепончатой эмали. Его эскизы воплощали в реальность художника-эмалировщика Намикава Сосуке (Namikawa Sosuke (1847—1910). Произведения обоих мастеров получили признание и за границами Японии. Пользовались популярностью и альбомы гравюр Ватанабэ Сэтея в жанре «птицы и цветы». Среди жанров, к которым обращался художник — пейзаж. Кроме творчества, Ватанабэ Сэтей способствовал издательству журналов Bijutsu Sekai (Мир искусства), первое издание которого вышло в печати в 1890 году у издателя Вады Токутаро. Иллюстрации к этому журналу делали также Ёситоси Киосай и десять других мастеров.
Его произведения пользовались спросом как в Японии, так и за её пределами, имели влияние на новейшую генерацию японских художников жанра нихонга, среди которых Кабураги Киёката (Kaburagi Kiyokata 1878—1973) и Мидзуно Тосиката (Mizuno Toshikata 1866—1908).

## Галерея

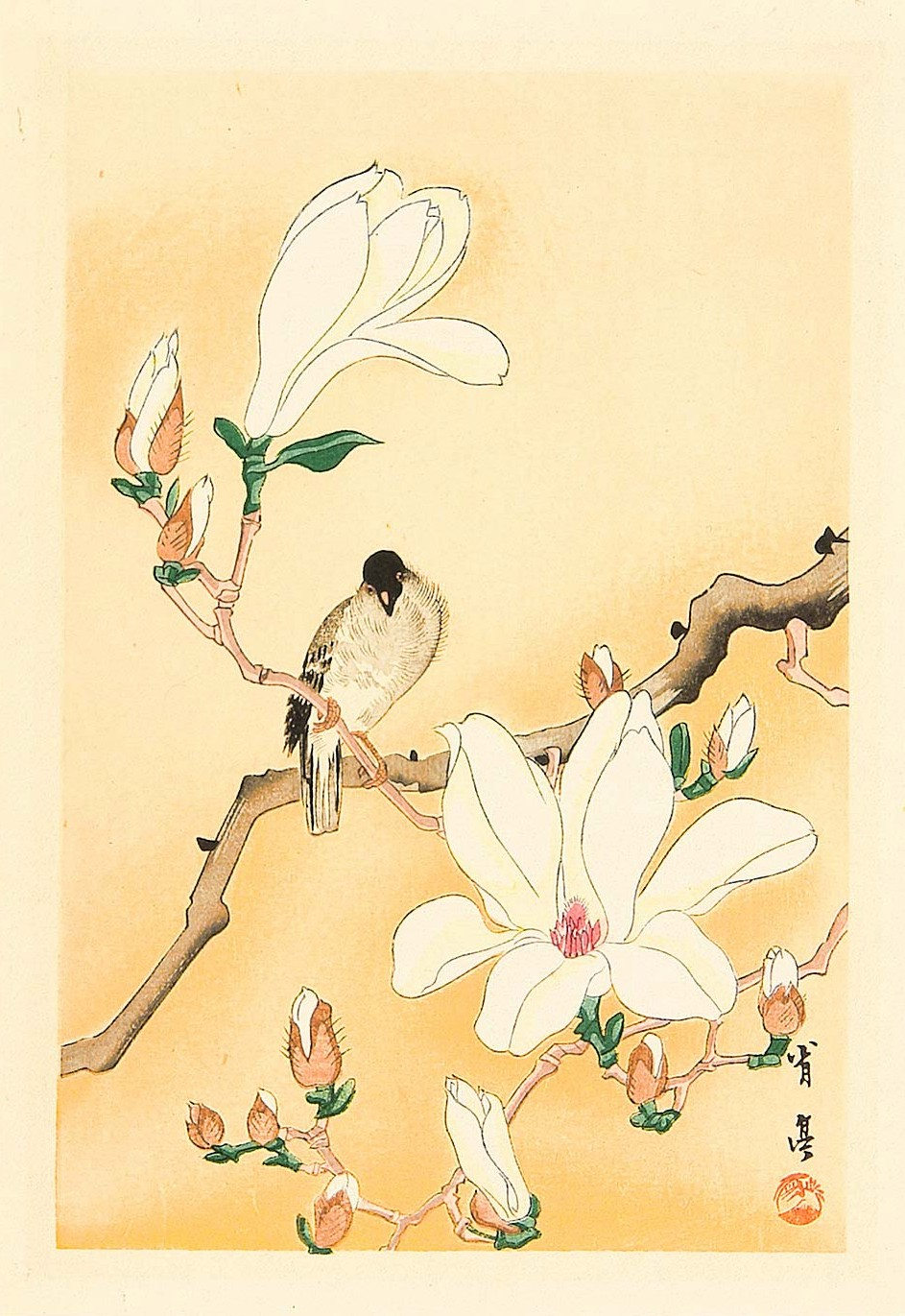
«Магнолия Суланжа»
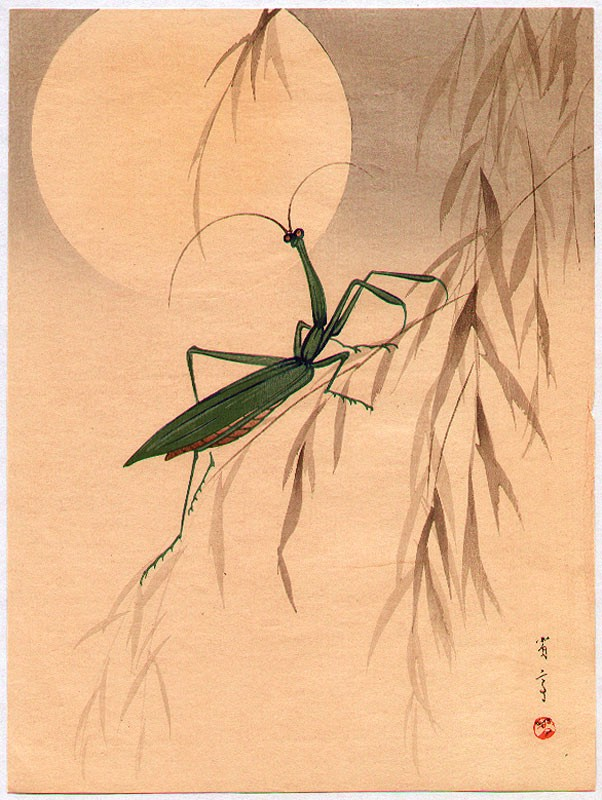
«Полный месяц, ива и богомол»
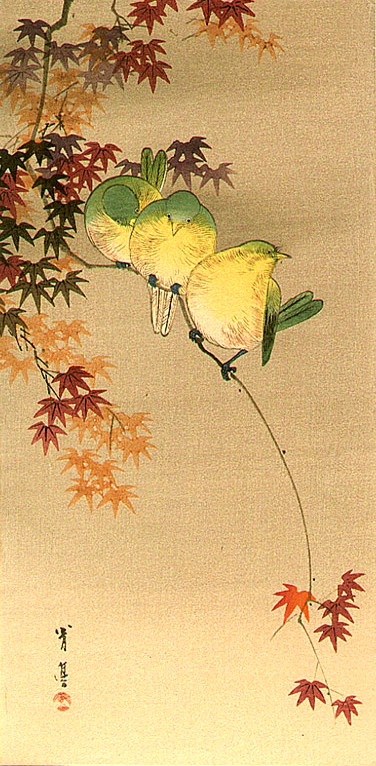
«Птицы и японский клён»
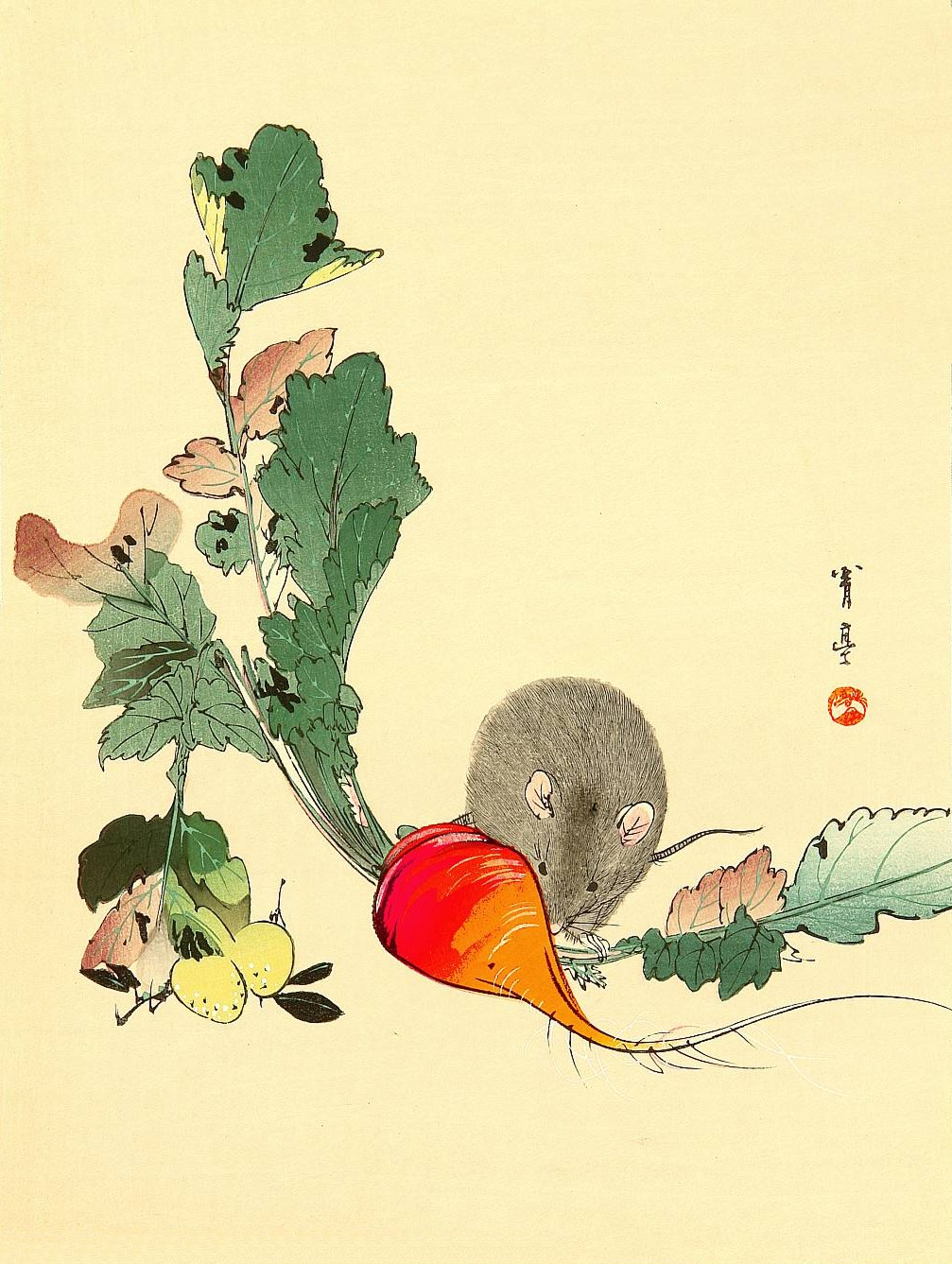
«Мышь и редиска»
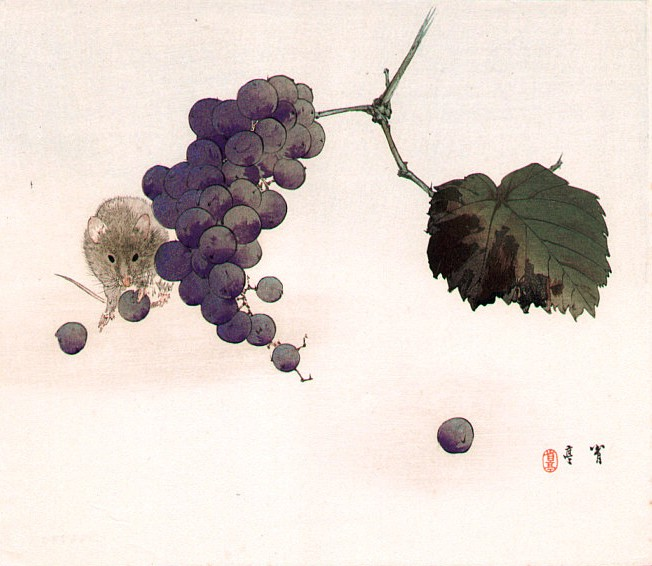
«Мышь и виноград»
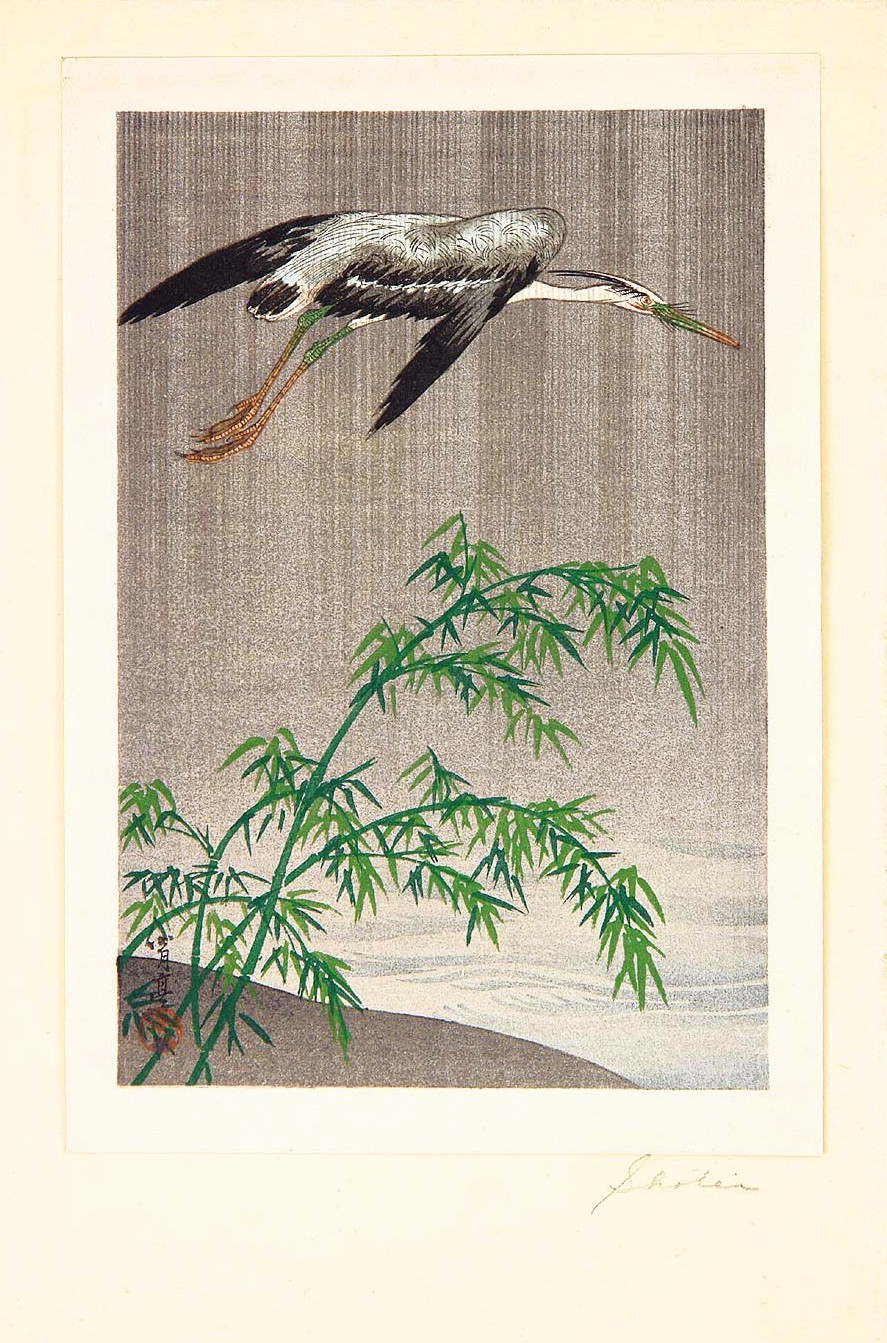
«Цапля и бамбук»
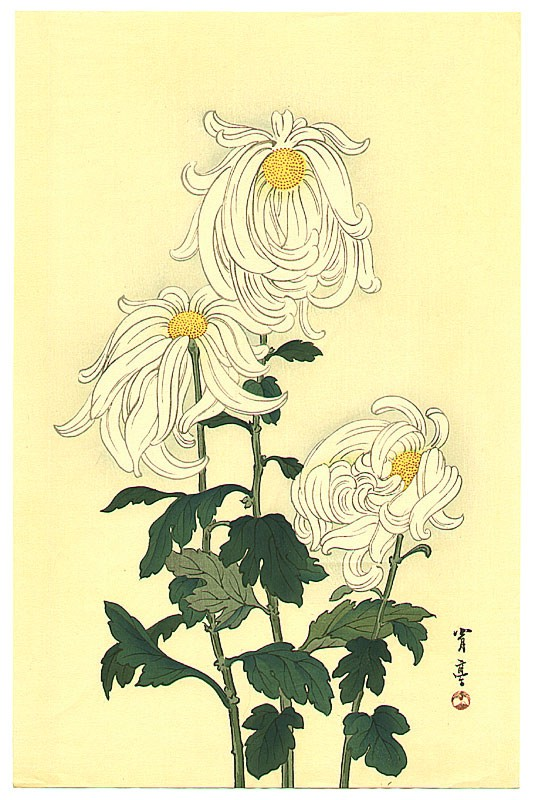
«Белые хризантемы»
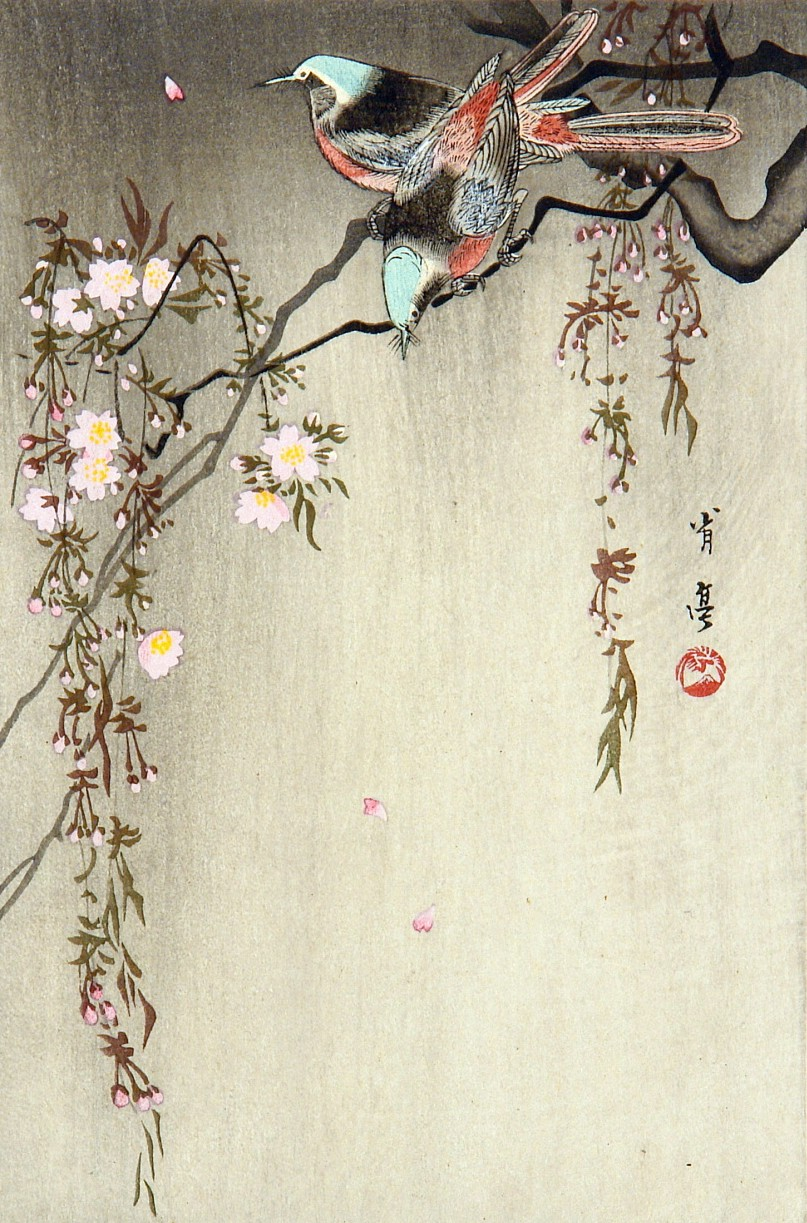
«Птицы и ветка сакуры»